# Diaphus garmani
Diaphus garmani är en fiskart som beskrevs av Gilbert, 1906. Diaphus garmani ingår i släktet Diaphus och familjen prickfiskar. Inga underarter finns listade i Catalogue of Life.